# Sinner (gruppo musicale)
I Sinner sono un gruppo musicale heavy metal tedesco formatosi a Stoccarda nel 1980.

## Storia

### Gli inizi (1980-1984)
La band, guidata dal cantante e bassista Mat Sinner (nome d'arte di Mathias Lasch), iniziò ad essere attiva nei primi anni ottanta, sulla scia di gruppi storici tedeschi come Scorpions e Accept. Il primo album Wild 'n' Evil venne dato alle stampe nel 1983 e, nei due anni successivi, uscirono Fast Decision e Danger Zone, uno dei primi album editi dalla Noise Records. Questi ultimi approdarono anche sul mercato statunitense, accrescendo la notorietà del gruppo, che quindi riuscì a dedicarsi a nuove pubblicazioni con una certa continuità, nonostante i numerosi cambi di formazione ruotati attorno al leader Mat Sinner.

### Le nuove sonorità (1985-1995)
Nel 1985 reclutarono il chitarrista Herman Frank proveniente dagli Accept con il quale registrarono Touch of Sin. A partire da questa pubblicazione, lo stile della band subì un cambiamento, presentando brani più orecchiabili, in linea con band quali Dokken, Van Halen e Whitesnake. L'anno successivo uscì Comin' Out Fighting, realizzato con la partecipazione del tastierista Don Airey, e nel 1987 pubblicarono Dangerous Charm, a cui segì un periodo di inattività.
Tre anni dopo Mat Sinner si dedicò al suo omonimo progetto musicale e, con la collaborazione di alcuni musicisti che in seguito entrarono a far parte della band, registrò il disco Back to the Bullet; nel 1991 però questo progetto venne accantonato per far nuovamente spazio ai Sinner.
L'album Respect del 1993 vide un parziale ritorno alle origini, con brani melodici ma meno immediati e dotati di maggior potenza. Il successivo Bottom Line, uscito nel 1995, fu il primo in dieci anni a non essere pubblicato dalla Noise, e ciò comportò una minore reperibilità del disco. In Giappone, però, venne adeguatamente distribuito, al punto di diventare un successo commerciale, anche per via di sonorità che ricordano i Judas Priest e per la presenza di alcune ballad.

### La Nuclear Blast (1996-2003)
Con Judgement Day del 1996, la musica dei Sinner si mosse verso i territori del power tedesco, che in quel periodo era molto apprezzato dai fan del metal tradizionale, consentendo alla band di firmare un contratto con la Nuclear Blast. La casa discografica, dopo aver ristampato lo stesso album, nel 1998 pubblicò anche il successivo The Nature of Evil. Quest'ultimo è uno dei loro dischi di maggior successo, arrivando al sessantatreesimo posto nella classifica nazionale tedesca. Nello stesso periodo Mat Sinner insieme all'ex cantante dei Gamma Ray Ralf Scheepers, avvalendosi della collaborazione di Tom Naumann, formò i Primal Fear, con i quali riscuoterà molto più interesse, sia a livello di vendite che di notorietà.
Nel 1999, insieme ad altri artisti, hanno partecipato alla realizzazione di una compilation in tributo agli Accept, intitolata A Tribute To Accept Vol. I, realizzando la cover di Balls to the Wall. Lo stesso anno la Nuclear Blast pubblicò anche la raccolta The Second Decade, che include pezzi tratti dai tre precedenti album in studio, alcune tracce rare e inedite, oltre alla cover citata prima. Sotto l'egida dell'etichetta tedesca realizzarono altri due dischi, l'ultimo dei quali è There Will Be Execution del 2003.

### L'ultimo periodo (2007-oggi)
Nel 2007 diedero alle stampe Mask of Sanity edito dalla MTM Music e in seguito firmarono un contratto con la AFM Records. Con quest'ultima pubblicarono tre dischi in cinque anni, Crash & Burn nel 2008, One Bullet Left nel 2011 e Touch of Sin 2 (contenente nuove rielaborazioni delle canzoni della seconda metà degli anni ottanta) nel 2013, che denotano una maggiore componente hard rock rispetto al precedente periodo della band.
Per il 31 marzo 2017 è prevista l'uscita del nuovo album Tequila Suicide, edito da AFM Records e realizzato con la partecipazione di vari ospiti tra cui i chitarristi Gus G., Ricky Warwick e Magnus Karlsson. A supporto di questa uscita verrà effettuato un tour in Germania.

## Discografia

### Album in studio
- 1982 - Wild 'n' Evil
- 1983 - Fast Decision
- 1984 - Danger Zone
- 1985 - Touch of Sin
- 1986 - Comin' Out Fighting
- 1987 - Dangerous Charm
- 1992 - No More Alibis
- 1993 - Respect
- 1995 - Bottom Line
- 1996 - Judgement Day
- 1998 - The Nature of Evil
- 2000 - The End of Sanctuary
- 2003 - There Will Be Execution
- 2007 - Mask of Sanity
- 2008 - Crash & Burn
- 2011 - One Bullet Left
- 2013 - Touch of Sin 2
- 2017 - Tequila Suicide
- 2019 - Santa Muerte
- 2022 - Brotherhood

### Album dal vivo
- 1996 - In the Line of Fire

### Raccolte
- 1994 - Germany Rocks - The Best Of
- 1999 - The Second Decade
- 2009 - Jump the Gun (The Collection)
- 2016 - No Place in Heaven: Very Best of the Noise Years

### Singoli
- 1985 - Bad Girl
- 1985 - Out of Control
- 1986 - Born to Rock
- 1986 - Hypnotized
- 1987 - Tomorrow Doesn't Matter Tonight
- 1987 - Knife in My Heart
- 1989 - Rebel Yell
- 1997 - Judgement Day

### Split
- 1999 - A Tribute to Accept Vol.I (Nuclear Blast) - (cover di Balls to the Wall degli Accept)
- 2003 - Emerald - A Tribute to the Wild One (Nuclear Blast) - (cover di The Sun Goes Down dei Thin Lizzy)
- 2003 - A Tribute to the Four Horsemen (Nuclear Blast) - (cover di Wherever I May Roam dei Metallica)

## Formazione

### Formazione attuale
- Mat Sinner - voce, basso (1980-presente)
- Alex Beyrodt - chitarra (1990-2000, 2010-presente)
- Alex Scholpp - chitarra (2011-presente)
- Francesco Jovino - batteria (2016-presente)

### Ex componenti
- Calo Rapallo - chitarra (1981-1982)
- Frank Mittelbach - chitarra (1981-1983)
- Mick Shirley - chitarra (1982-1984)
- SG Stoner - chitarra (1983-1985)
- Herman Frank - chitarra (1985)
- Mathias Dieth - chitarra (1986-1987)
- "Angel" Gerhardt Schleifer - chitarra (1986)
- Andy Susemihl - chitarra (1987, 1992)
- Tom Naumann - chitarra (1990-1999, 2002-2007)
- Henny Wolter - chitarra (2000-2006, 2007-2010)
- Matthias Lange - chitarra (2006)
- Christof Leim - chitarra (2006-2015)
- Edgar Patrik - batteria (1981-1983)
- Ralf Schulz - batteria (1984)
- Bernie van der Graaf - batteria (1985-1990)
- Tommy Resch - batteria (1991-1994)
- Fritz Randow - batteria (1995-1998, 2001-2005)
- Klaus Sperling - batteria (1999, 2006-2009, 2014 live)
- Andy Vogel - batteria (2010)
- André Hilgers - batteria (2011-2014)
- Moritz Müller - batteria (2015)
- Frank Rössler - tastiere (1992-2007, 2011)

### Ex-collaboratori
- Don Airey - tastiere (1986)
- Matthias Ulmer - tastiere (1987)
- Uli Kusch - batteria (2000)